# Institut d'astrophysique d'Andalousie

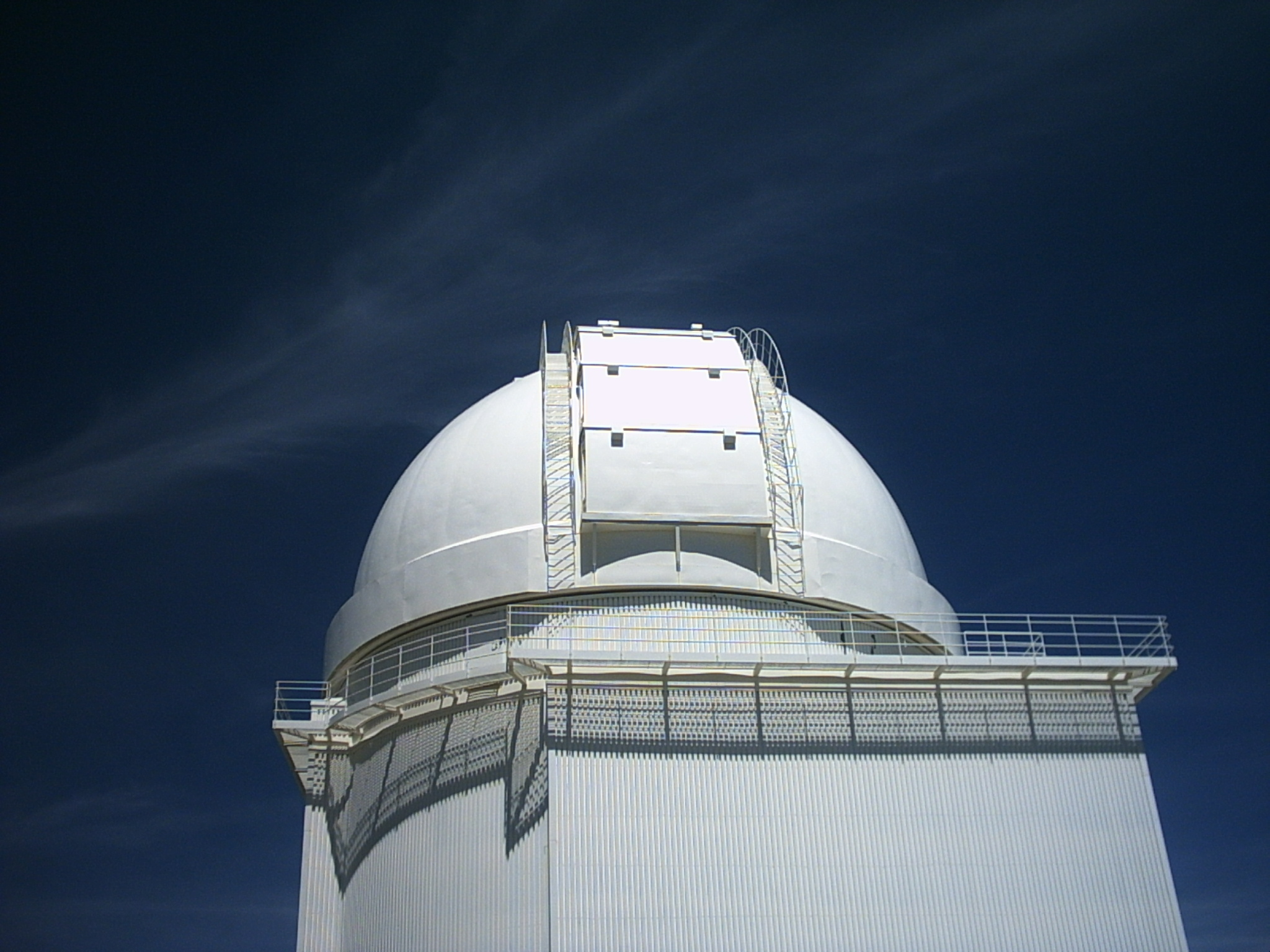
Observatoire de Calar Alto, Almería.

L'Institut d'astrophysique d'Andalousie (en espagnol Instituto de Astrofísica de Andalucía) ou en abrégé IAA, est un institut de recherche financé par le Conseil supérieur de la recherche scientifique du gouvernement espagnol (CSIC), et est situé à Grenade, en Andalousie, en Espagne. 
Les activités de l'IAA sont liées à la recherche dans le domaine de l'astrophysique et au développement d'instruments tant pour les télescopes au sol que pour les missions spatiales. La recherche scientifique à l'Institut couvre le Système solaire, la formation des étoiles, la structure et l'évolution stellaire, la formation et évolution des galaxies et la cosmologie. L'IAA est créé en tant qu'institut de recherche du CSIC en juillet 1975.
Actuellement, l'IAA gère l'observatoire de Sierra Nevada et (conjointement avec la Société Max-Planck pour le développement des sciences) l'observatoire de Calar Alto.

## Historique
Avant la création de l'Institut, une collaboration de l'université de Grenade avec l'Université de Georgetown (USA) avait conduit à la création de l'Observatoire de Mohón del Trigo dans la Sierra Nevada en 1965. En 1975, en raison de la nécessité de créer un organisme indépendant, l'Instituto de Astrofísica de Andalucía est fondé à partir du CSIC. En 1980, année où l'observatoire Mohón del Trigo subit une panne, l'Observatoire de la Sierra Nevada (OSN), situé sur la Loma del Dílar, est créé. Il est composé de cinq cercheurs et chercheuse: composée de cinq chercheurs : José María Quintana, Ángel Rolland, Pilar López de Coca, Víctor Costa et Eduardo Battaner (es).
En 1981, l'IAA opère le lancement de sa première fusée de sondage atmosphérique depuis la base d'Arenosillo à Huelva. En 1983, il élargit son champ d'étude par la création du groupe d'astronomie extragalactique, destiné à analyser les phénomènes qui se produisent au-delà de notre galaxie. En 1985, la ligne de radioastronomie est initiée.